# Bhatauda
Bhatauda (en népalais : भतौडा) est un comité de développement villageois du Népal situé dans le district de Bara. Au recensement de 2011, il comptait 6 448 habitants.